# Festival du film de Pauillac
Le Festival du film de Pauillac est un festival de cinéma. Créée en 2015, cette manifestation a lieu tous les ans, durant la première quinzaine de juillet. Il est appelé aussi Vendanges du 7e art.

## Déroulement
Consacré à l'art cinématographique et littéraire, il se déroule au cinéma l'Éden de Pauillac, une salle classée « art et essai » — label Jeune Public.
Une vingtaine de films en avant-première concourent aux prix de la « compétition internationale » décerné par le jury et le « jeune public » choisi par le vote du public. Le festival offre la possibilité de rencontrer des talents du cinéma et de la littérature lors de « classes de maître » et des « Quais des Plumes », ainsi qu'autour de projections gratuites en plein air sur les quais de Pauillac, offertes par la fondation d'entreprise Philippine-de-Rothschild.

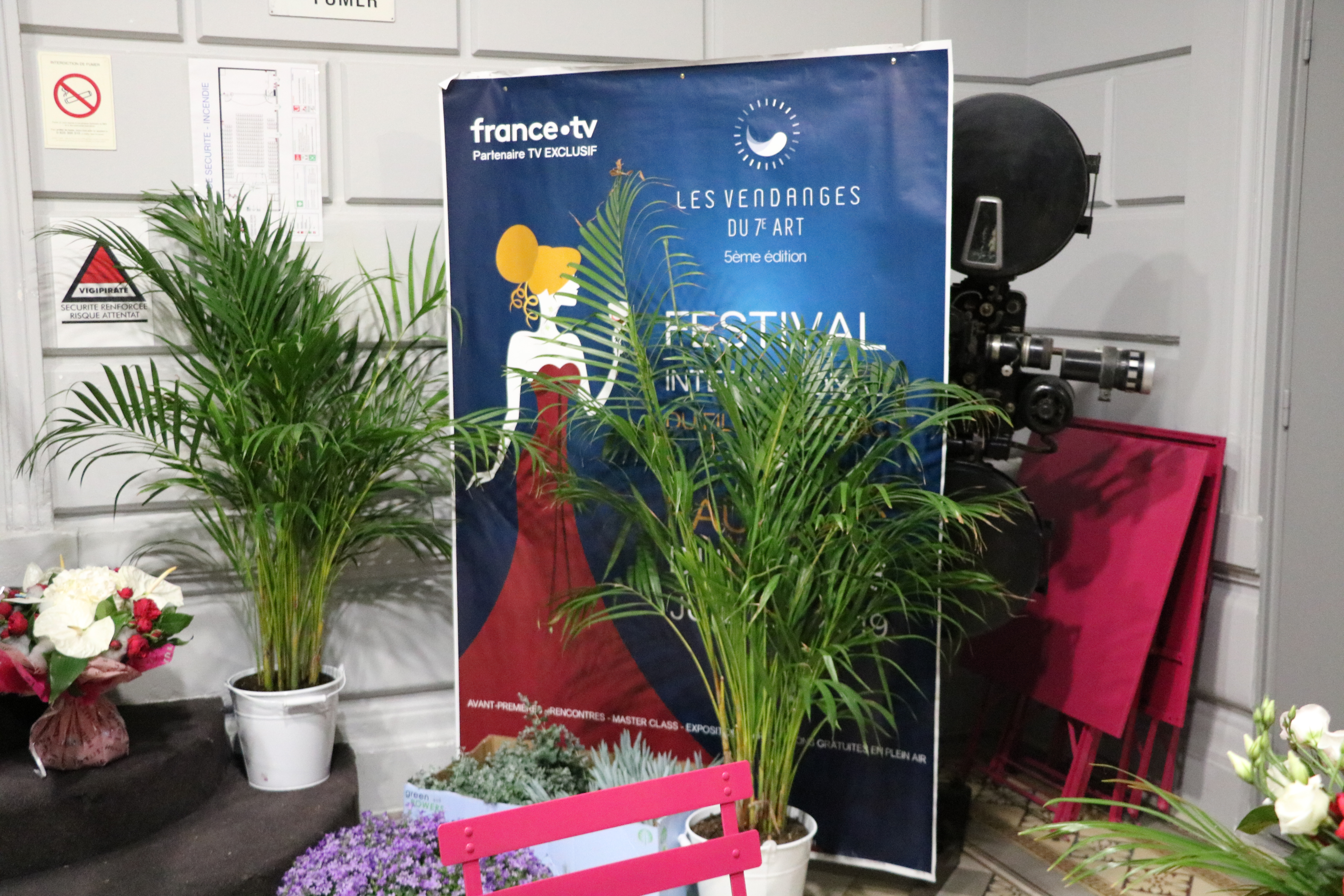
Affiche de la cinquième édition du festival aux teintes bleu nuit et bordeaux, dans le hall du cinéma l'Éden de Pauillac (2019)

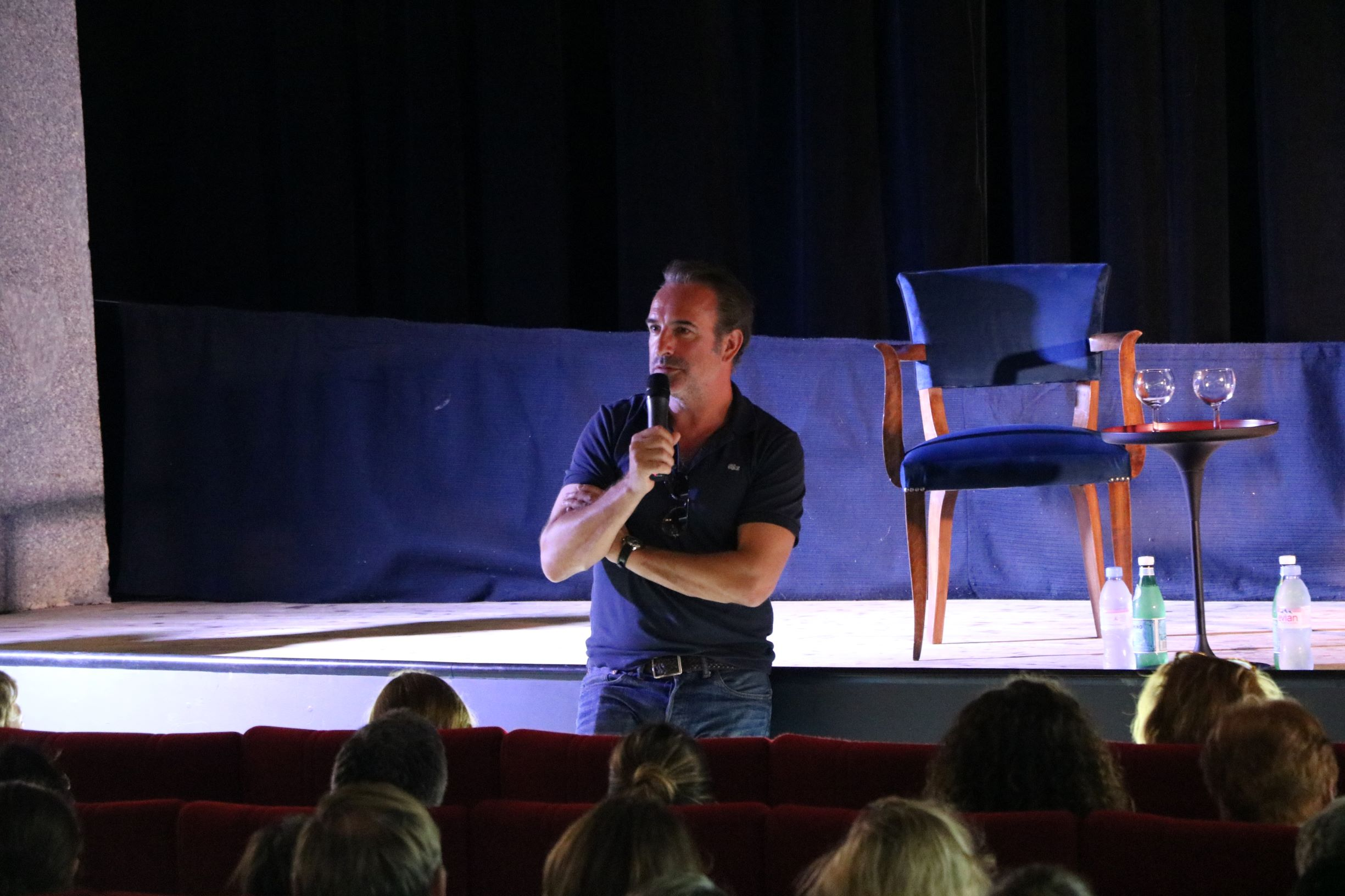
Jean Dujardin au cinéma l'Éden de Pauillac, parrain de la 5e édition du festival (2019)

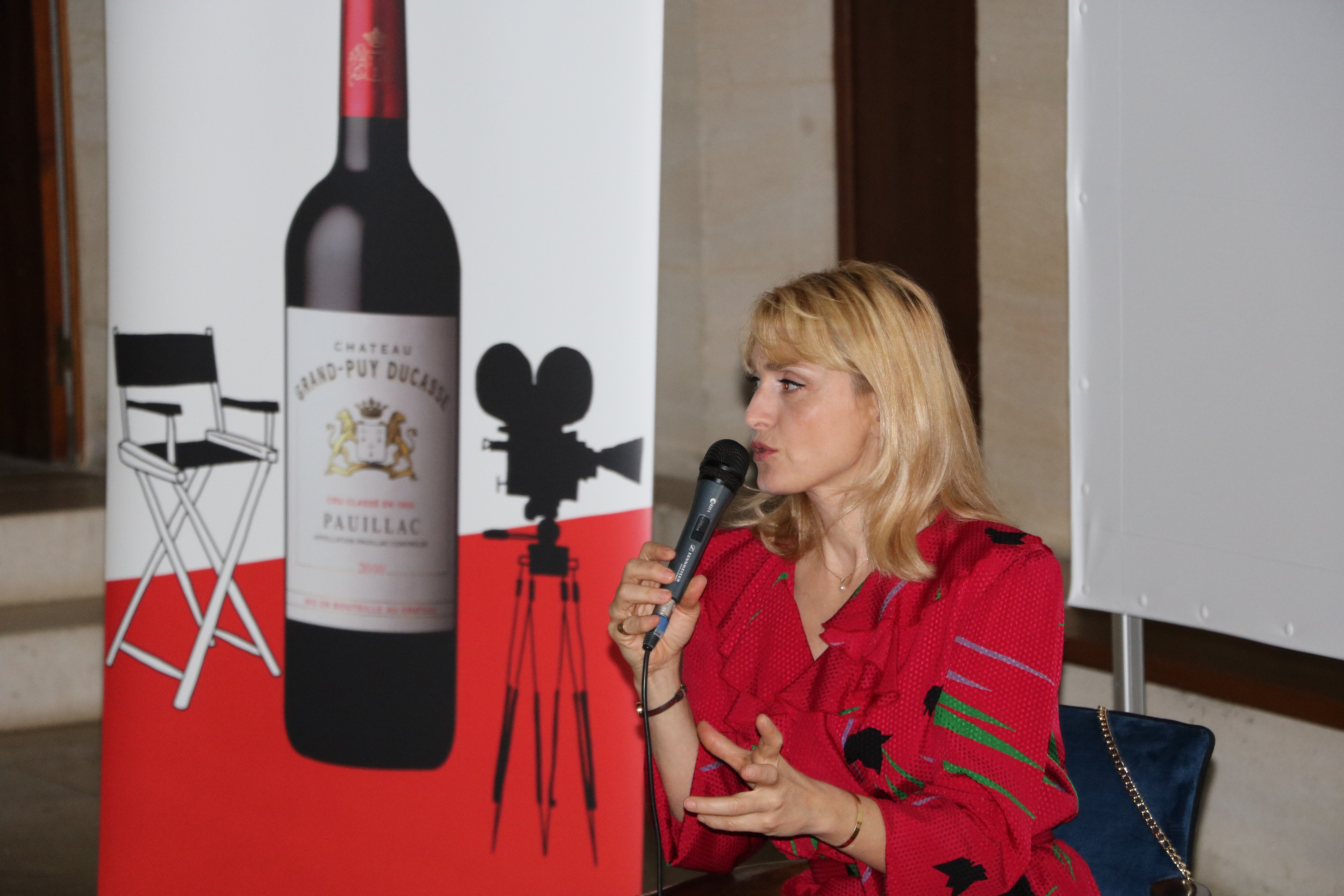
Rencontre avec Julie Gayet, actrice, réalisatrice, productrice (2019)

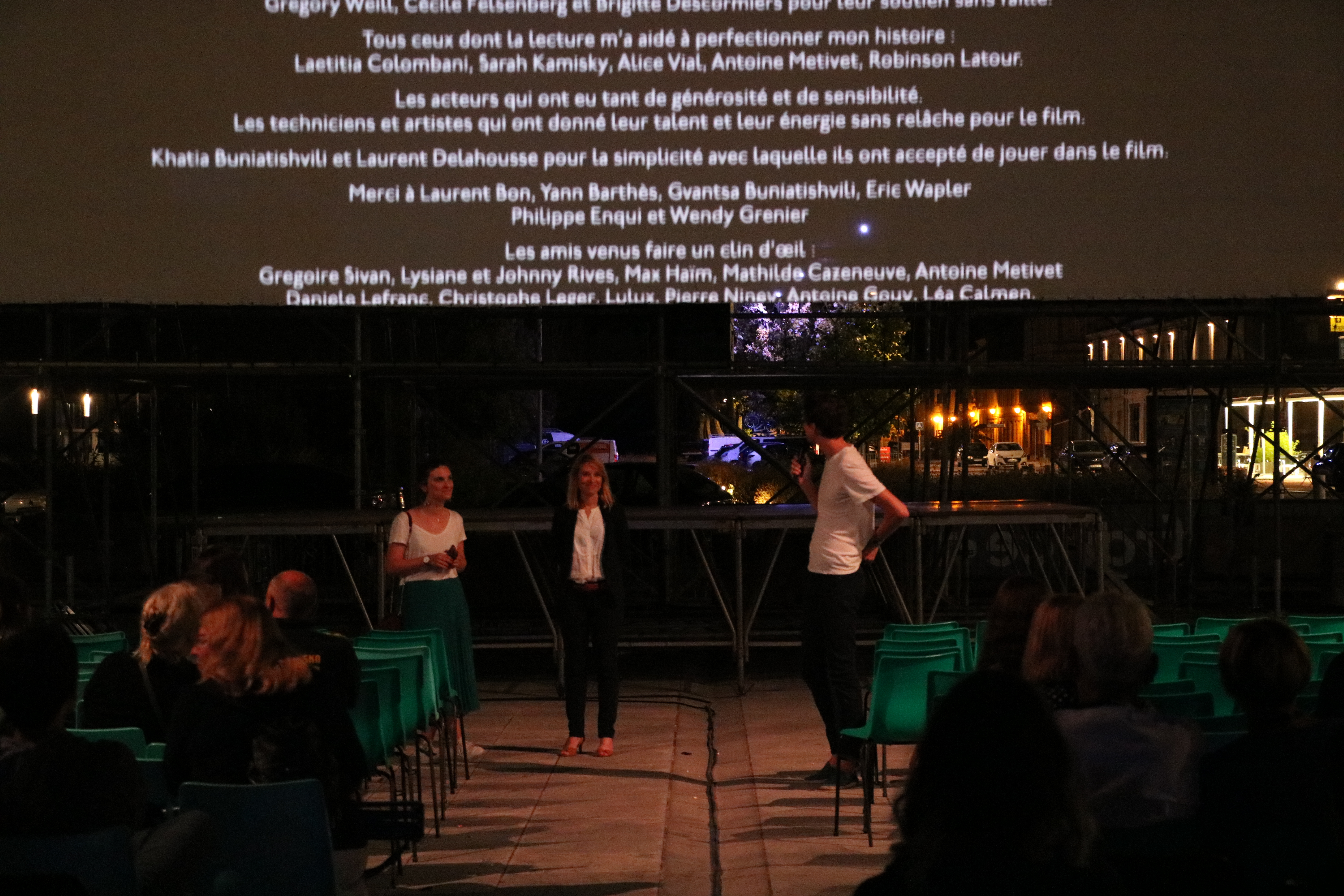
Projection gratuite financée par la Fondation d'Entreprise Philippine de Rothschild sur l'esplanade La Fayette

## Jurés

### 1reédition (2015)
- Régis Wargnier (Président du jury), réalisateur, producteur et scénariste
- Philippe Claudel, écrivain, scénariste et réalisateur
- Delphine Gleize, scénariste et réalisatrice
- Ramata Sy, scénariste
- Jean-Claude Raspiengeas, journaliste et écrivain
- Anne-Dominique Toussaint, productrice

### 2eédition (2016)
- Vincent Perez (Président du jury), acteur, réalisateur et scénariste
- Anne Consigny, actrice
- François-Xavier Demaison, acteur
- Aure Atika, actrice
- Azouz Begag, homme politique, écrivain, diplomate et chercheur en économie et sociologie
- Detlef Rossmann, président de la Confédération internationale des cinémas d'art et d'essai

### 3eédition (2017)
- Richard Berry (Président du jury), acteur et réalisateur
- Mélanie Bernier, actrice
- Stéphane De Groodt, humoriste et acteur
- Amelle Chahbi, humoriste et actrice
- Laurent Creton, essayiste

### 4eédition (2018)
Maîtresse de cérémonies
- Alice Taglioni, actrice

Jury
- Éric Altmayer (Président du jury), producteur de cinéma
- Laurence Arné, actrice
- Manu Payet, acteur
- Christophe Barratier, réalisateur, scénariste et producteur
- Éric Lartigau, réalisateur
- Éric Serra, compositeur

Master class
- Alain Chabat, réalisateur, humoriste et acteur

### 5eédition (2019)
- Azouz Begag (Président du jury), Écrivain, Chercheur au CNRS, Ancien Ministre
- Lorraine Lévy, scénariste, Écrivaine, Réalisatrice
- Zoé Félix, actrice
- Hugo Gélin, réalisateur et scénariste
- Thibault Cauvin, guitariste

### 7eédition (2022)
- Anne Parillaud (Présidente du Jury), actrice
- Vladimir de Fontenay, réalisateur
- Margaux Vallée, réalisatrice
- Claude Zidi Jr., réalisateur
- Reem Kherici, actrice, réalisatrice, scénariste